# Brayons (Canada)
Pour les articles homonymes, voir Brayon.
Les Brayons, aussi appelés les Madawaskayens, sont les habitants francophones du comté de Madawaska situé dans le nord-ouest du Nouveau-Brunswick. Le comté de Madawaska forme la partie canadienne du Madawaska mais était à l'origine une région plus vaste comprenant aussi le nord du comté d'Aroostook dans l'État américain du Maine et constituant la haute vallée du fleuve Saint-Jean.
L'identité des Brayons a évolué au fil de l'histoire. Selon un point de vue, les Brayons forment une ethnie à part entière. Selon un autre point de vue, « Brayon » est le gentilé du comté de Madawaska et ses habitants sont liés à la culture acadienne. Par contre, d'autres associent l'accent du Madawaska à ceux de l'est du Québec et la population majoritaire détient des racines des Canadiens français du Bas-Saint-Laurent. En effet, le Madawaska a été lié au Québec jusque dans les années 1850.

## Étymologie
Le terme « Brayon », anciennement orthographié Breillon, désigne les habitants francophones du nord-ouest du Nouveau-Brunswick. Le brayon est aussi la variété du français de cette région, aussi appelé « français de la vallée ». Par abus de langage, « Brayon » est un québécisme peu répandu désignant un Acadien. Il ne figure pas dans Histoire du Madawaska, ouvrage publié par l'abbé Thomas Albert en 1920. La première occurrence connue du mot date en fait de 1924, alors qu'il est utilisé dans un contexte linguistique depuis 1975.
L'origine du terme Brayon est obscure. Il est aussi un acadianisme signifiant soit « torchon » soit « vieux morceaux de tissus utilisés pour fabriquer des tapis houqués »< Par extension, il peut aussi signifier « vieux vêtements » mais ce sens n'est pas utilisé au Madawaska. Étymologiquement, il pourrait s'agir d'un dérivé du mot braies qui de manière familière désigne de vieux vêtements dans certains dialectes de l'ouest de la France, auquel se serait éventuellement ajouté la finale de haillon. Il est parfois orthographié breillon ou breillant. Il semble être dérivé de broyer ou brayer, dans le sens de « briser la tige du chanvre ». Le verbe brayer est effectivement un acadianisme répandu, alors que le déverbal brayon, en Anjou, désigne un instrument qui broie le chanvre. Les habitants de la région cultivaient autrefois le lin et ceux broyant la plante pour en faire du tissu en vinrent à être appelés les Brayons. Selon d'autres sources, le terme Brayon peut être associé aux premiers colonisateurs de la Nouvelle-France, puisque certains colons français[Lesquels ?] provenaient du pays de Bray. Il y a par exemple plusieurs similitudes culturelles entre les deux régions, dont la ploye, un plat à base de sarrasin.

## Répartition géographique
Le comté de Madawaska-Victoria est où l’on retrouve les Brayons. En passant par St-Léonard, Siegas, Ste-Anne-de-Madawaska, Rivière-Verte, St-Basile, Edmundston, St-Joseph de Madawaska, St-Jacques, St-Hilaire, Baker Brook, Clair, St-Francois de Madawaska, Lac-Baker, Lac Caron, Lac Unique, Connors...

## Identité brayonne
Un des traits caractéristiques des Acadiens est la force des identités régionales. Ils ont ainsi tendance à s'identifier à leur ville, à leur région, à leur province ou à leur pays avant de s'identifier à l'Acadie. Cette attitude influence souvent le débat sociopolitique et les relations entre les différentes régions. Quelques auteurs se sont penchés sur l'identité brayonne dans leur thèses de maîtrise, dont Nadine Belzile, Georgette Desjardins et Claire Sirois, toutes trois se fondant sur l'étude des éditoriaux et du courrier des lecteurs du journal Le Madawaska. Une première étude fut publiée par Jacques Paul Couturier en 2002.

### Origines
Les origines à la fois acadiennes et canadiennes-françaises de la population du Madawaska sont rapidement vues comme un élément distinguant la population de la région de celle de l’Acadie et du Québec. En 1812, l’évêque de Québec, Mgr Joseph-Octave Plessis, notait que les « habitants du Madawaska étant un composé des rebuts de l’Acadie et du Canada, forment une peuplade mal unie, indocile, peu disposée à prendre les bonnes impressions qu’un pasteur s’efforce de leur donner ». En 1881, un correspondant du Moniteur acadien, publié à Shédiac, affirme que « les colons du Madawaska, presque sans aucun contact avec les nationalités étrangères ont, par cela même, développé une indépendance assurée ». Il déclare aussi que « Le Madawaska au fond de ses forêts et de ses montagnes, est […] comme une petite république sagement organisée ». Calixte Savoie, qui visita Edmundston pour la première fois en 1917, mentionna dans ses mémoires que les habitants de la ville n'aimaient pas se faire appeler Acadiens ou Canadiens français et que la seule appellation acceptable était Madawaskaiens. Thomas Albert publie l’Histoire du Madawaska en 1920, où il adopte une vision semblable. Il y décrit comment les Acadiens et les Canadiens français ont fusionné en un « type » distinct, à cause de l'isolement géographique et de l'indifférence des populations environnantes.

### Acadiens

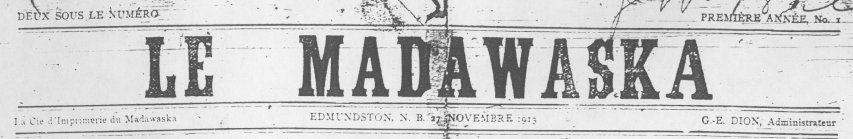
Entête du premier numéro du journal Le Madawaska.

Le journal Le Madawaska est publié pour la première fois à Edmundston en 1913. En contradiction avec le contexte identitaire de la région, le journal considère, sans nier les particularités régionales, que les Madawaskayens sont des Acadiens et que le Madawaska fait partie de l'Acadie. Bien que cette idée ne soit pas énoncée clairement, les éditoriaux y font souvent allusion alors que le sous-titre du journal est « Journal hebdomadaire en Acadie ». À noter que les deux propriétaires du journal, Maximilien D. Cormier et le docteur A. M. Sormany, sont des Acadiens mais ne sont pas originaires du Madawaska. Leur identité explique en grande partie la ligne éditoriale du journal. Ils s’engagent dans diverses luttes pour la promotion de la langue française et pour l’avancement de la cause acadienne. Sormany est un nationaliste notoire, étant entre autres président de la Société mutuelle l’Assomption et de l’Association acadienne d’éducation.

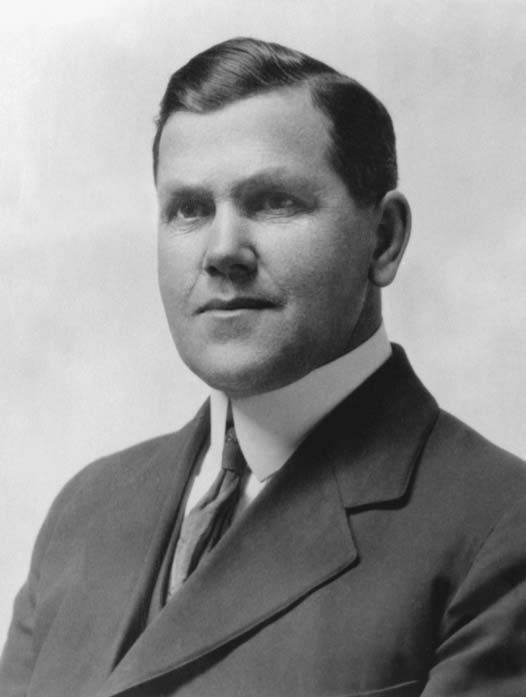
Maximilien D. Cormier.

Trop occupés par leurs professions respectives, les deux propriétaires vendent le journal en 1922, qui est revendu quelques mois plus tard à Joseph Gaspard Boucher. Malgré ses origines québécoises, il continue de véhiculer un sentiment d'appartenance à l'Acadie dans les pages du journal. Boucher défend en fait une définition originale de l'acadianité, non pas fondée sur la généalogie comme il est couramment accepté à l'époque mais sur l'usage du français et la résidence dans les provinces Maritimes. À vrai dire, le journal Le Madawaska peut facilement transposer à la région les éléments servant à définir l'acadianité. L'usage du français et la pratique de la religion catholique vont ainsi de soi. Selon les éditorialistes, l'histoire est le troisième de ces éléments. Ainsi, en 1934, lors du 150e anniversaire de fondation du Madawaska, Boucher insiste sur les pionniers acadiens, sans faire mention des Canadiens français et des Malécites. L'année suivante, il affirme que « l’histoire justifie donc elle-même l’appartenance du Madawaska à l’Acadie » et que « les Madawaskayens sont de descendance acadienne, c’est tout ».
L'interprétation de l'histoire véhiculée par le journal est la même que celle mise en valeur durant la fête nationale de l'Acadie, à l'initiative de la Société mutuelle L'Assomption ou du clergé. Cette même version avait également été mise de l'avant par les organisateurs du 150e anniversaire. Ils avaient en effet proposé de célébrer le « 150e anniversaire des premiers Acadiens au Madawaska »<. Selon Jacques Paul Couturier, ces fêtes constituent une occasion rêvée pour renforcer le sentiment d’appartenance à l’Acadie. Lors du premier jour, une plaque commémorative « du premier débarquement des Acadiens au Madawaska » est inaugurée à Saint-David, un hommage qui leur est rendu par « leurs descendants ». À Saint-Basile, les serveuses du banquet sont vêtues du costume d’Évangéline[Laquelle ?] ». Les orateurs s'adressent aux Acadiens en général mais à ceux du Madawaska en particulier, sans faire plus de distinction. La cérémonie de clôture consiste en un spectacle intitulé « Le drame du peuple acadien », recréant les grandes étapes de la Déportation des Acadiens. Gaspard Boucher décrit ces fêtes comme « l’apothéose du miracle acadien ».
À la même époque, les manifestations identitaires régionales sont assez rares dans les éditoriaux du journal Le Madawaska. En fait, les habitants de la région y sont généralement décrits comme les « gens du Madawaska » ou « élément français du Madawaska ». Très peu d’éditoriaux utilisent le gentilé « madawaskayen » tandis que le mot « brayon » n'est jamais utilisé avant 1940. Pourtant, l'expression régionaliste s'affirme plus dans le courrier du lecteur, en étant toutefois moins précise. Durant les années 1930, les correspondants évitent encore d'utiliser le mot « acadien », lui préférant « gens de langue française » ou de « Madawaskaïens ». En 1933, un lecteur du journal y utilise pour la première fois l'expression « république » pour décrire le Madawaska. L'historien Thomas LeBlanc, qui suit la même doctrine d'identification à l'Acadie, mentionne que cette expression était en fait utilisée au sud du Nouveau-Brunswick, et non au Madawaska, et traduit selon lui un groupe uni, bien que cette expression ne sépare aucunement la population madawaskayenne du reste de l’Acadie.

### République du Madawaska

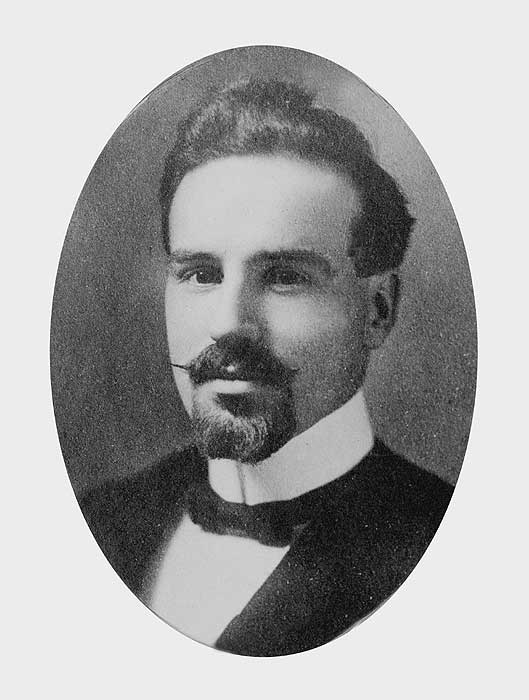
Paul Carmel Laporte.

Le concept de la République du Madawaska est popularisé au début du XXe siècle et Joseph Gaspard Boucher en fait plusieurs fois mention dans son journal en 1941. Ce concept devient encore plus populaire vers la fin des années 1940 et commence à être utilisé à des fins de promotion touristique. En 1947, un certificat de citoyenneté est émis tandis que Boucher et le docteur Paul Carmel Laporte dessinent des armoiries en 1947. L'ordre de la République du Madawaska est mis sur pied en 1955 et NBTel rajoute même le nom Republic à sa centrale téléphonique locale alors que des articles du quotidien Le Soleil et du magazine Maclean's mentionnent la République à la même époque. L'initiative de Boucher accentue davantage la différence entre le Madawaska et l'Acadie du point de vue de l'identité.
Un autre aspect de la République consiste en l'appropriation de certains éléments de l'histoire et de la tradition locale, notamment la légende mettant en scène un vieux colon affichant son esprit d’indépendance par rapport aux autorités en se déclarant « citoyen de la République du Madawaska » ou le statut ambigu du territoire avant la conclusion du Traité Webster-Ashburton en 1842. En 1949, l'abbé C. V. Leclerc publie une recherche de maîtrise concluant que l'imprécision des frontières, l'isolement géographique ainsi que l'esprit d'indépendance et la « mentalité spéciale » de sa population justifient le fait que l'on parle de la République du Madawaska. Durant les années suivantes, la République est souvent utilisée pour décrire le Nord-Ouest de la province, malgré son caractère légendaire et sa fonction avant tout publicitaire.
Les deux grandes célébrations organisées à la même époque démontrent pourtant l'ambiguïté identitaire de la région. Lors du bicentenaire de la déportation des Acadiens, en 1955, l'élite locale affiche son sentiment d'appartenance à l'Acadie; à Edmundston, l'événement est célébré en même temps que le cinquantième anniversaire de constitution de la ville et toutes les célébrations mêlent les deux thèmes. Au contraire, les événements du 175e anniversaire de la fondation du Madawaska mettent l'accent sur la fondation de la colonie et les pionniers. Bien que les organisateurs mentionnent que les pionniers étaient des Acadiens, le monument commémoratif mentionne seulement leur nom et, lors de sa bénédiction, Mgr J.-Roméo Gagnon évoque l'unité et la vitalité du peuple du Madawaska. Selon Jacques Paul Couturier, la référence géographique supplante ainsi l'histoire dans la recherche de l'identité régionale.
Malgré ses efforts initiaux de construction identitaire, Le Madawaska finit par reconnaître qu'il existe un fort sentiment identitaire chez une partie de la population, exprimé notamment par le refus d'un rattachement à l'Acadie. Le fondateur du journal, le docteur A. M. Sormany, le reconnaît en 1951, affirmant « On est Madawaskaïen et ça finit là ». Il croit tout de même que les choses ont changé et que la population est beaucoup plus disposée à considérer « la République comme faisant partie de la population française du Nouveau-Brunswick ». Les propos tenus dans son journal durant les trois décennies suivantes contredisent toutefois ce sentiment. La cause principale de ce sentiment est l'isolement. L'ancêtre de la route transcanadienne, desservant le Madawaska, ne permet pas de relier les autres régions acadiennes, qui sont desservies par des routes en mauvais état. Le Madawaska ne peut même pas recevoir le jour même le seul quotidien francophone de la province, L'Évangéline; seulement 2 % de ses abonnés sont situés dans la région. L'arrivée des autres médias ne change pas vraiment la situation, car les stations de la Société Radio-Canada, à Moncton, n'émettent pas au Madawaska avant les années 1980.
Le Madawaska suit l'ambiguïté identitaire en cours à l'époque et sa ligne éditoriale se modifie au tournant des années 1960, où il reconnait que la question de l'identité régionale ne fait pas l'unanimité et que les Madawaskayens n'acceptent pas tous de se déclarer Acadiens. Dans un éditorial marquant un point tournant dans la question identitaire, Marcel Sormany affirme que certains ont le sentiment d'appartenir au Canadiens français en général, en raison de l'histoire de la région, alors que d'autres considèrent que la république a un fondement tandis que certains mettent l'accent sur l'origine de la population madawaskayenne pour lier la région à l'Acadie; Sormany ne prend pas position dans ce débat, préférant affirmer que des identités diverses peuvent coexister et que « nos problèmes sont les mêmes dans l'ensemble que ceux du reste de l’Acadie ». L'attitude de Sormany laisse transparaître une autre manière de considérer la participation du Madawaska à la vie collective, non pas fondée sur l'identité acadienne mais sur la langue française.

### Brayons
Une nouvelle identité brayonne est mise en valeur durant les années 1960. Les fondements de cette identité reposent sur divers éléments comme le fait que le Madawaska est plus francophone que le reste de l'Acadie, que le Madawaska fut peuplé à la fois par des Acadiens et des Canadiens français, que la population fut longtemps isolée des autres francophones et que les Acadiens souffrent prétendument d'un complexe d'infériorité. La proximité avec les États-Unis et l'apport des « six peuples fondateurs », autrement dit les Acadiens, les Canadiens français, les Écossais, les Irlandais, les Anglais et les Malécites, est aussi parfois mis de l'avant,.
Encore une fois, le journal Le Madawska joue un rôle important dans le débat identitaire. Un nouveau groupe d'éditorialistes composé d'Eymard Corbin, de Pierrette Verret et d'Yvette Lagacé embauchés au milieu des années 1960 remplace presque toujours l'identité acadienne par des références à l'appartenance madawaskayenne, républicaine ou brayonne; Corbin est le premier à utiliser systématiquement le mot « Brayon ». Ils remettent tous en cause l'usage du mot Acadien en le remplaçant par des termes plus neutres comme « communauté francophone des Maritimes », « francophonie du Nouveau-Brunswick », « francophones », semblables à ceux utilisés à l'époque dans d'autres communautés francophones et par le gouvernement fédéral. Pierrette Verret remet même en cause l'existence des Acadiens, affirmant que cette communauté existe seulement en théorie et que l'usage de ce mot crée une division parmi les francophones. Le courrier des lecteurs est encore plus ferme quant au refus de s'identifier à l'Acadie. Les défenseurs de l'identité brayonne favorisent toutefois la collaboration avec les Acadiens.
Selon Jacques Paul Couturier, le débat sur l'acadianité est lié à l'idéologie religieuse de l'époque. De par sa structure, l'élite religieuse n'acceptait pas la dissidence, que ce soit du point de vue théologique ou régional. Durant la première moitié du XXe siècle, l'élite monopolisait le discours idéologique en Acadie, mettant en valeur la ruralité, la préservation de la langue française et l'élargissement de l'influence de la religion ce qui, selon elle assurerait une meilleure solidarité. Unis par un souci d'œuvrer dans l'avancement de la société acadienne dans un contexte minoritaire marqué par l'adversité, les membres de l'élite faisaient partie de diverses organisations religieuses et politiques ainsi que de l'Ordre de Jacques-Cartier. Par contre, l'influence de la religion diminue beaucoup durant les années 1960. L'Acadie vit alors, selon les sociologues Marc Johnson et Isabelle McKee-Allain, un « phénomène de segmentation de l'identité collective », caractérisé par le relâchement de la cohésion nationale et la montée de l'affirmation des différences régionales; la situation identitaire du Madawaska n'est alors plus unique. Ce phénomène serait le résultat de l'affaiblissement de l'idéologie nationaliste traditionnelle et de l'influence de l'élite acadienne. Durant les années 1960, l'élite est donc critiquée par de nombreux jeunes la trouvant trop conservatrice et manquant d'ouverture, allant même jusqu'à proposer d'oublier les symboles nationaux. Toutefois, à la différence du Madawaska, certains événements historiques communs, la Déportation des Acadiens notamment, parviennent à préserver une certaine identité commune. 
En plus des rapports sociaux, des rivalités régionales, en particulier dans le domaine économique, expliquent l'évolution de l'identité au Madawaska. En effet, à part pour certaines villes dont Edmundston, la plupart des localités acadiennes ont sensiblement la même situation économique jusqu'au début des années 1960. Un courant de centralisation des institutions et des associations favorise alors principalement Moncton; certains articles dans Le Madawaska décrivent Moncton comme le « nombril de l'Acadie » ou comme le « soi-disant centre de l'Acadie ». La montée de l'État-providence dans les années 1960 cause une plus grande concurrences entre les régions pour l'obtention de subventions et d'investissements. Le Madawaska se sert aussi des rivalités économiques pour mettre en valeur l'identité régionale, par exemple en soupçonnant que le gouvernement se préoccupe uniquement du sud-est et non du Madawaska, qui deviendra le « parent pauvre d'une province florissante » si rien n'est fait pour combattre la baisse de la population et la disparition des emplois. L'élite monctonienne est aussi accusée de centralisme et de machiavélisme par rapport à l'Université de Moncton.
Le drapeau de la République, dessiné par Robert Pichette, est adopté par le conseil municipal d'Edmundston en 1965. Inspiré par celui hissé par John Baker durant la guerre d'Aroostook, le drapeau est composé d'un aigle et de six étoiles posées en demi-cercle sur fond blanc; bien qu'elles n'aient pas de signification particulières, les étoiles sont peu à peu associées aux « six peuples fondateurs » du Madawaska. Selon Jacques Paul Couturier, ce passé est en partie fictif, tout comme la République, mais est perçu par plusieurs comme étant réel et contribue à la construction de l'identité régionale tout en minimisant l'importance des pionniers acadiens et du même coup l'explication des origines acadiennes.
La Société historique du Madawaska est relancée en 1971 et publie une revue intitulée Le Brayon, valorisant entre autres la richesse du patrimoine et le caractère distinct de la population. Le centième anniversaire de la création du comté de Madawaska est célébré en 1973 et l'album-souvenir publié pour l'occasion met l'accent sur l'histoire régionale tandis que les dignitaires utilisent presque tous l'expression « République du Madawaska »; en faisant référence aux origines de la population, ils mentionnent les apports acadiens et québécois sur un pied d'égalité, ce qui est une attitude différente de ce qui se faisait auparavant. La première Foire brayonne a lieu en 1979; tout, des cérémonies, aux discours, à la publicité en passant par la présence du drapeau républicain contribue à promouvoir l'appartenance au Madawaska et à la République, ainsi que le caractère distinct de la population. Les six « peuples fondateurs » sont mis en valeur durant les cérémonies; six statues sont ensuite réalisées entre 1986 et 1991.

### Remise en cause

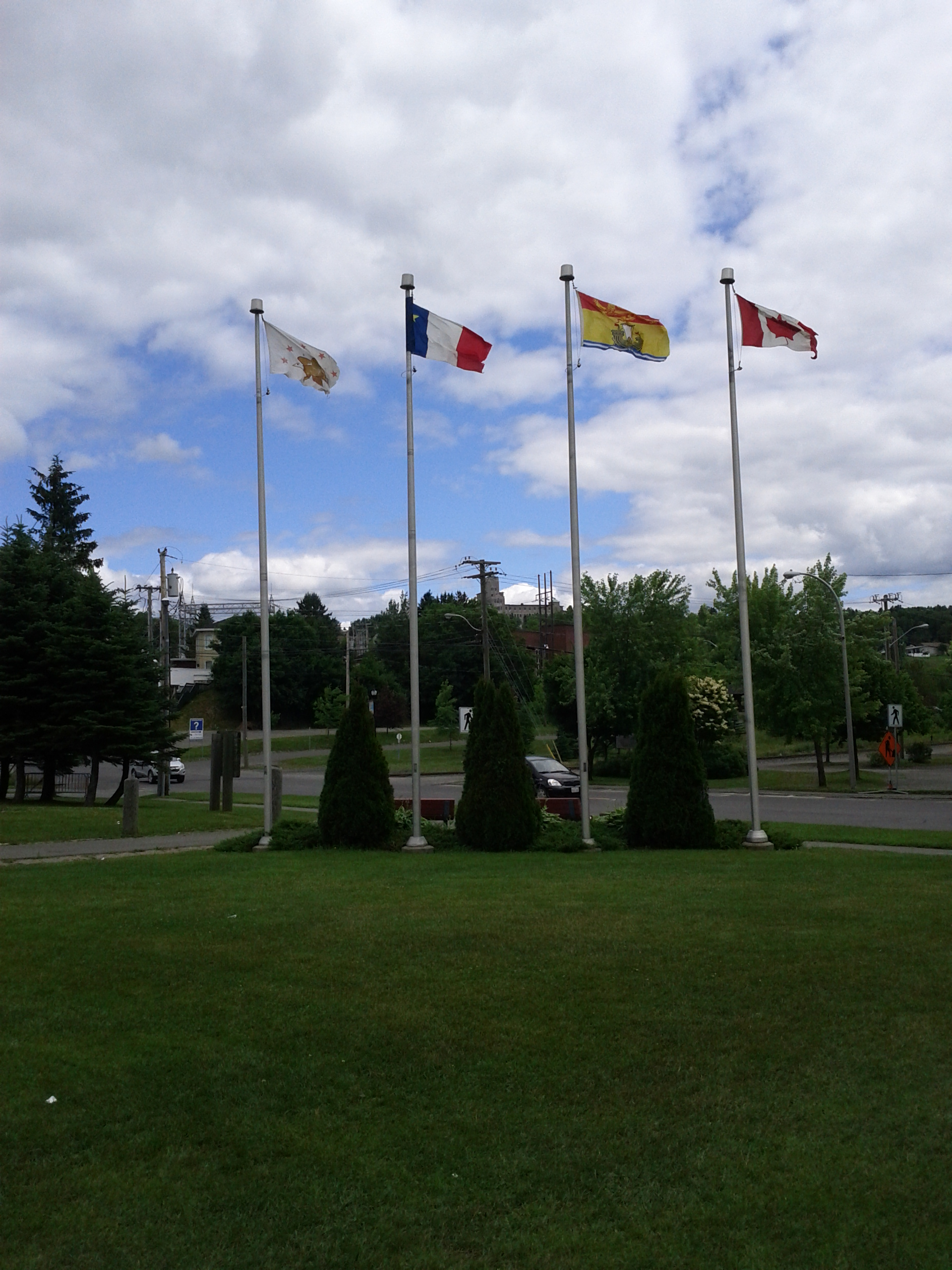
Le drapeau de la République du Madawaska, visible à gauche sur la photo.

En 2005, la région d'Edmundston lance une campagne de promotion touristique axée sur la « Légendaire république du Madawaska ». En 2010, l'américain Roger Brooks, spécialiste en promotion du tourisme, est invité en ville, où il affirme que ce slogan et celui de « l'Acadie des terres et forêts » créent la confusion, en plus de ne pas inciter les touristes à se déplacer. Bien que ces propos choquent plusieurs personnes, la région tente de se doter d'une nouvelle image touristique, constatant que ce slogan n'a pas eu le succès escompté,.
La région de l'Acadie des terres et forêts fut l'organisatrice du Congrès mondial acadien, qui a eu lieu en 2014. La même année, Rino Morin-Rossignol propose le gentilé Acadien(ne) géo-sylvestre.

## Culture
Les habitants du Madawaska américain possèdent eux aussi un fort sentiment identitaire. Du côté américain, la population se considérait à l'origine comme des Français mais de plus en plus comme des Acadiens. La culture des deux parties du Madawaska est en fait presque identique et les deux groupes entretiennent des liens importants, malgré une frontière internationale.